# Воробей, Михаил Дмитриевич
Михаил Дмитриевич Воробей (1930—1994) — советский председатель колхоза и передовик производства в сельском хозяйстве. Герой Социалистического Труда (1988).

## Биография
Родился 24 апреля 1930 года в деревне Концы, Могилёвской области в семье колхозников.
C 1941 по 1944 годы в период Великой Отечественной войны пережил немецко-фашистскую оккупацию. С 1944 года после освобождения района начал трудовую деятельность, помогая родителям вести хозяйство и работать в колхозе.
С 1945 года после войны окончил местную неполную среднюю школу. С 1948 года трудился рядовым колхозником в колхозе «Победитель» в деревне Концы. После службы в Советской армии работал — бригадиром в колхозе имени Чапаева, к которому в 1950 году был присоединён колхоз «Победитель».
Заочно окончив Марьиногорский сельскохозяйственный техникум, стал работать в колхозе агрономом. В 1963 году был избран — председателем исполнительного комитета Дричинского сельского Совета депутатов трудящихся Слуцкого района Минской области, а в 1965 году — председателем колхоза «Путь Ильича» в деревне Кромок Дричинского сельсовета Осиповичского района Могилёвской области. В 1971 году окончил Минскую высшую партийную школу при ЦК Компартии Белоруссии.
К середине 1970-х годов колхоз «Путь Ильича»  под руководством М. Д. Воробей уверенно занимал лидирующие позиции в районе по производству зерна. Так, в 1977 году урожайность в хозяйстве составила — 26 центнеров зерна с гектара. А в 1978 году колхоз стал одним из двух хозяйств района, где было получено свыше — 30 центнеров зерна на круг.
В 1978 году М. Д. Воробей возглавил отстающий пригородный колхоз «Авангард» в деревне Вязье Вязьевского сельсовета. Под руководством М. Д. Воробья этот колхоз стал передовым хозяйством района. «Авангард» постоянно наращивал производство сельскохозяйственной продукции, за что неоднократно признавался победителем Всесоюзного и республиканского социалистических соревнований, и в короткий срок вышел на первое место в районе, имея наивысшие показатели по производству зерна, картофеля, сахарной свёклы, молока и мяса.
В 1971, 1975 и в 1982 году Указом Президиума Верховного Совета СССР «за выдающиеся успехи, достигнутые в развитии сельскохозяйственного производства» М. Д. Воробей награждался двумя орденами  Трудового Красного Знамени и Орденом Ленина.
С 1986 по 1987 годах урожаи зерновых и зернобобовых в хозяйстве были одними из самых высоких в районе и области. Так, в 1987 году был собран небывалый урожай зерновых — 46,7 центнера зерна с гектара при средней урожайности по району в 22 центнера. Также была достигнута самая высокая урожайность кукурузы — 514 центнеров зерна на круг.
17 августа 1988 года Указом Президиума Верховного Совета СССР «за выдающиеся результаты, достигнутые в увеличении производства сельскохозяйственной продукции на основе освоения интенсивных технологий и передовых методов организации труда в земледелии и животноводстве, и проявленную трудовую доблесть» Михаил Дмитриевич Воробей был удостоен звания Героя Социалистического Труда с вручением Ордена Ленина и золотой медали «Серп и Молот».
Помимо основной деятельности избирался членом Союзного совета колхозов, депутатом Могилёвского областного, Слуцкого и Осиповичского районных, Дричинского и Вязьевского сельских Советов депутатов трудящихся (с 1977 года — народных депутатов).
Руководил колхозом «Авангард»  до последних дней жизни. Скоропостижно скончался 6 января 1994 года.

## Награды
- Медаль «Серп и Молот» (17.08.1988)
- Орден Ленина (26.03.1982, 17.08.1988)
- Орден Трудового Красного Знамени (8.04.1971, 14.02.1975)
- Медаль «За трудовое отличие» (30.04.1966)

### Звания
- Заслуженный работник сельского хозяйства Белорусской ССР (1986)